# Тайфунник білолобий
Тайфу́нник білолобий (Pterodroma leucoptera) — вид буревісникоподібних птахів родини буревісникових (Procellariidae). Мешкає в Тихому океані. Раніше вважався конспецифічним з коротконогим океанником .

## Опис

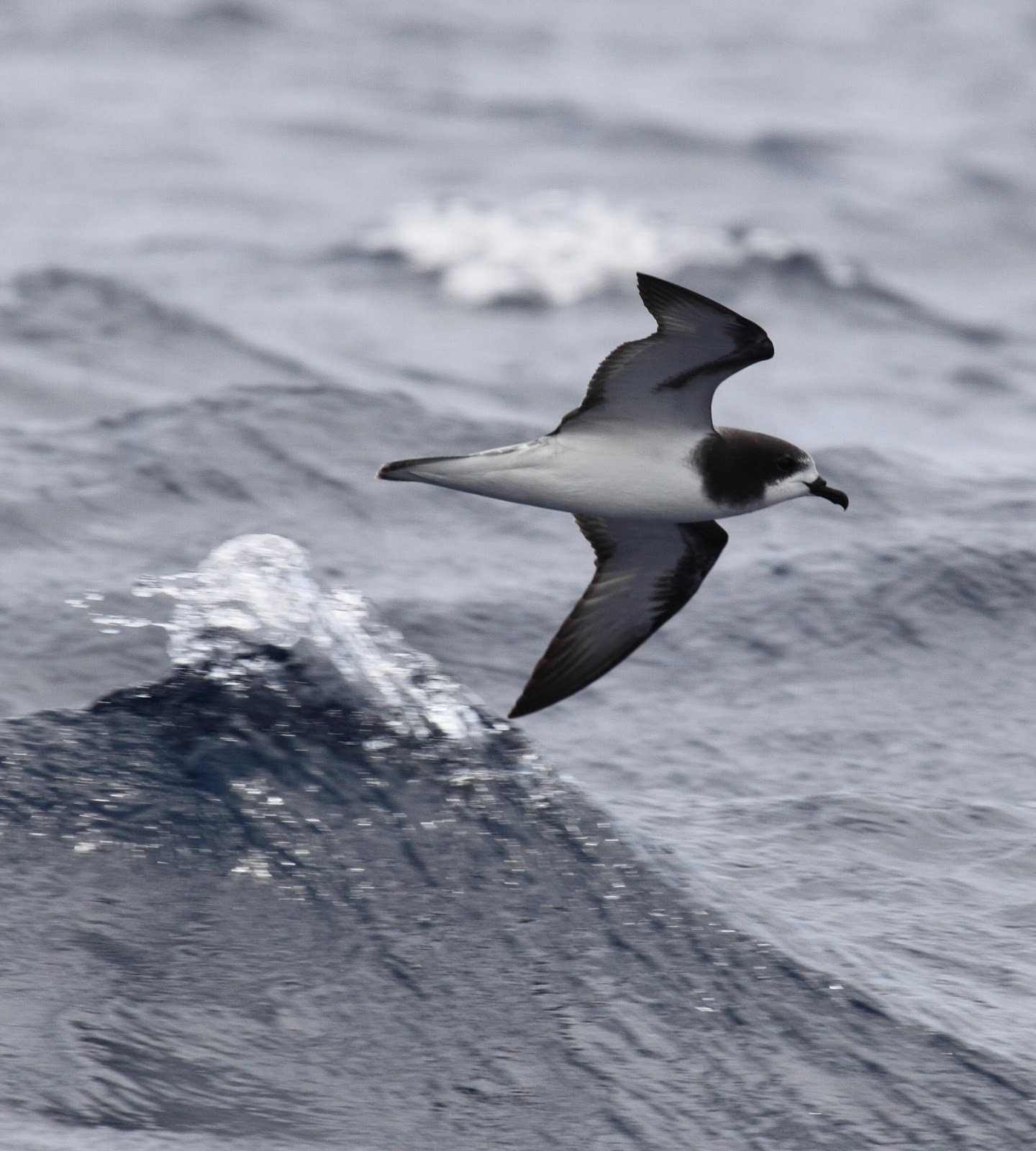
Білолобий тайфунник

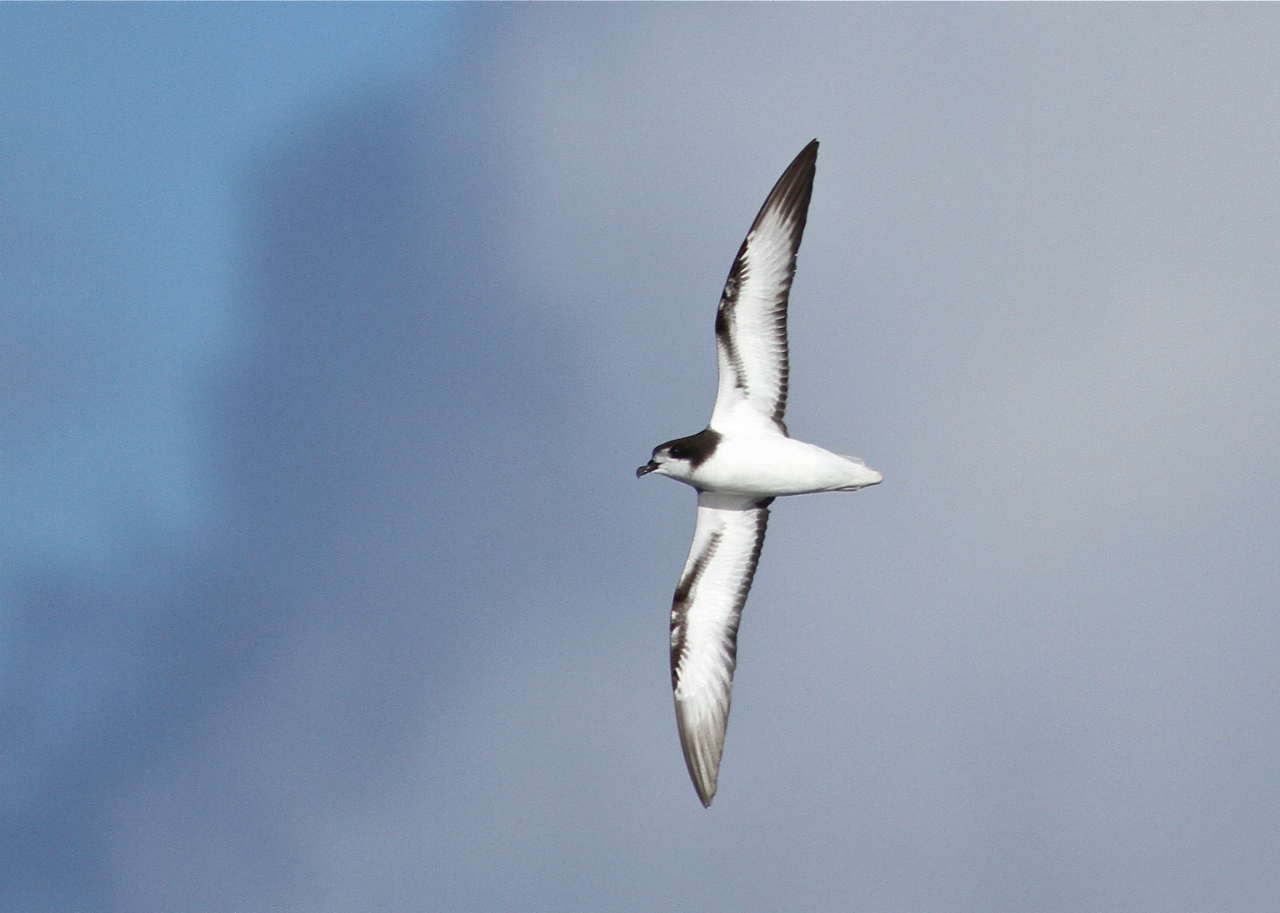
Білолобий тайфунник

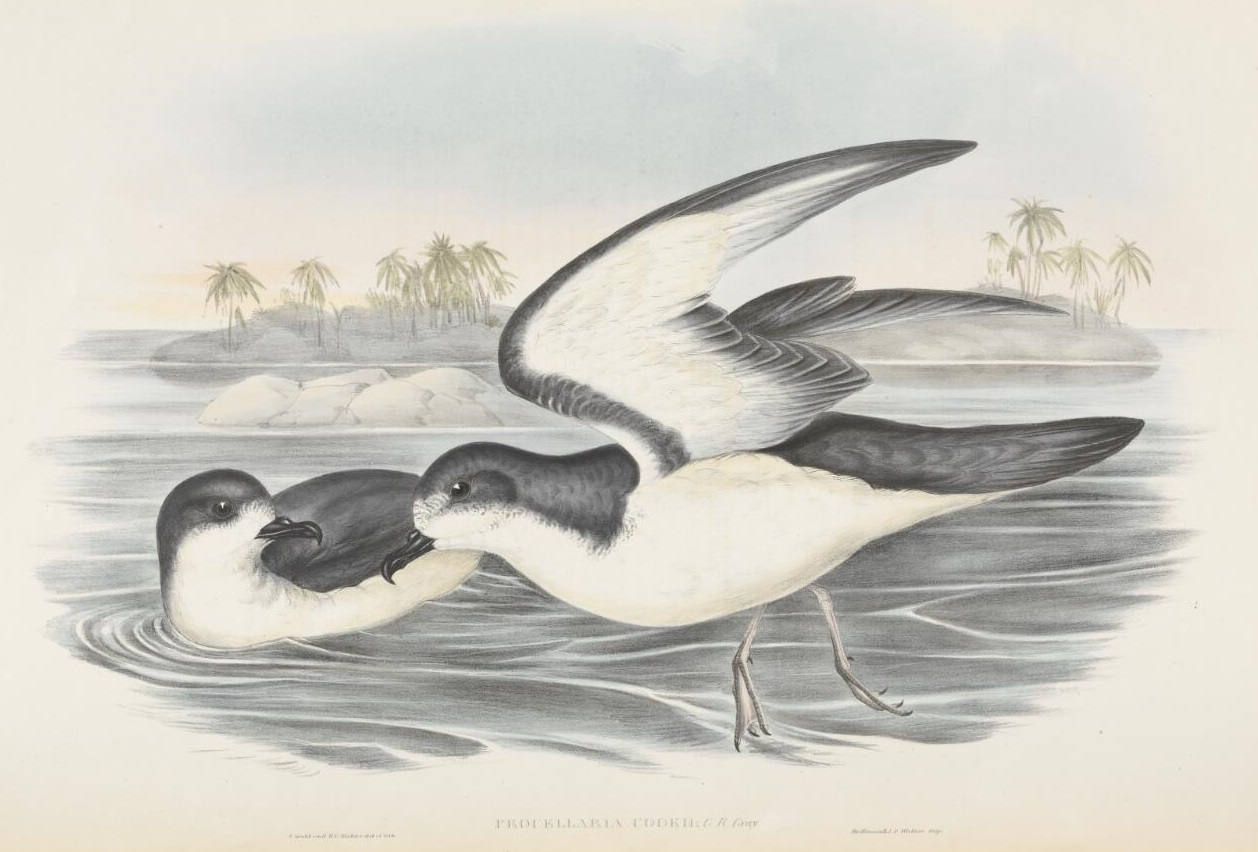
Білолобі тайфунники

Білолобий тайфунник — невеликий морський птах, середня довжина якого становить 30 см, розмах крил 70 см, вага 180-200 г. Верхня частина голови і обличчя навколо очей у нього темно-бурувато-сірі, лоб білий. Верхня частина тіла сіра, на крилах помітна М-подібна темна пляма, кінчик хвоста темний. Нижня частина тіла біла, нижня сторона крил біла з широкими темними краями. Тривалість життя птаха становить понад 40 років.

## Поширення і екологія
Білолобі тайфунники утворюють гніздові колонії на островах Кабедж-Трі, Бунделбах, Броутон, Літл-Броутон і Монтегю у південно-східного узбережжя Австралії, в штаті Новий Південний Уельс, а також на острові Нова Каледонія та на острові Раївавае у Французькій Полінезії. Під час негніздового періоду ті птахи, що гніздяться в Австралії, зустрічаються в центральній частині Тихого океану, на південь від Гаваїв, а ті птахи, що гніздяться на Новій Каледонії — на сході Тихого океану, на захід від Еквадору. Також під час негніздового періоду білолобі тайфунники зустрічаються в південній частині Тихого океану, іноді навіть досягаючи антарктичного узбережжя; вони також спостерігалися біля берегів Західної Австралії.
Білолобі тайфунники ведуть пелагічний спосіб життя, рідко наближуються до суходолу, за винятком гніздування. Живляться кальмарами, рибою і ракоподібними. Гніздяться невеликими, розрідженими колоніями від 10 до 50 гніздових пар, на Новій Каледоній на стрімких, порослих рослинністю схилах, на висоті від 350 до 650 м над рівнем моря, на острові Кабедж-Трі в тріщинах серед скель або на відкритих схилах, серед осипів. До острова Кабедж-Трі птахи прилітають в середині жовтня, де формують пари і облаштовують гніздо. В листопаді вони відлітають в Тасманове море на 2-3 тижні. В кладці 1 яйце, яке відкладається у період з 18 листопада по 10 листопада. Інкубаційний період триває 6-7 тижнів. Спочатку насиджують самці, через 17 днів їх підміняють самиці, після чого знову насиджують самці. Пташенята вилуплюються в січні, а покидають гніздо у квітні-травні, у віці 80-100 г, коли вони набирають вагу 160-180 г.

## Збереження
МСОП класифікує цей вид як вразливий. За оцінками дослідників, популяція білолобих тайфунників становить від 2 до 14 тисяч птахів. Їм загрожує хижацтво з боку інтродукованих хижих ссавців, зокрема кішок, щурів і свиней.